# Hergewet
Hergewet - instytucja w dawnym prawie spadkowym. Obejmował odzież męską, konie z uprzężą, broń i zbroję i mógł być odziedziczony tylko przez krewnych męskich.